# Lilla Delsjön
Lilla Delsjön är en sjö i Göteborgs kommun och Härryda kommun i Västergötland och ingår i Göta älvs huvudavrinningsområde. Sjön är 18,5 meter djup, har en yta på 0,5 kvadratkilometer och är belägen 66,3 meter över havet.

## Delavrinningsområde
Lilla Delsjön ingår i det delavrinningsområde (640189-127666) som SMHI kallar för Utloppet av Lilla Delsjön. Medelhöjden är 100 meter över havet och ytan är 5,09 kvadratkilometer. Det finns inga avrinningsområden uppströms utan avrinningsområdet är högsta punkten. Vattendraget som avvattnar avrinningsområdet har biflödesordning 4, vilket innebär att vattnet flödar genom totalt 4 vattendrag innan det når havet efter 16 kilometer. Avrinningsområdet består mestadels av skog (81 procent). Avrinningsområdet har 0,5 kvadratkilometer vattenytor vilket ger det en sjöprocent på 9,8 procent.

## Bilder

Lilla Delsjön
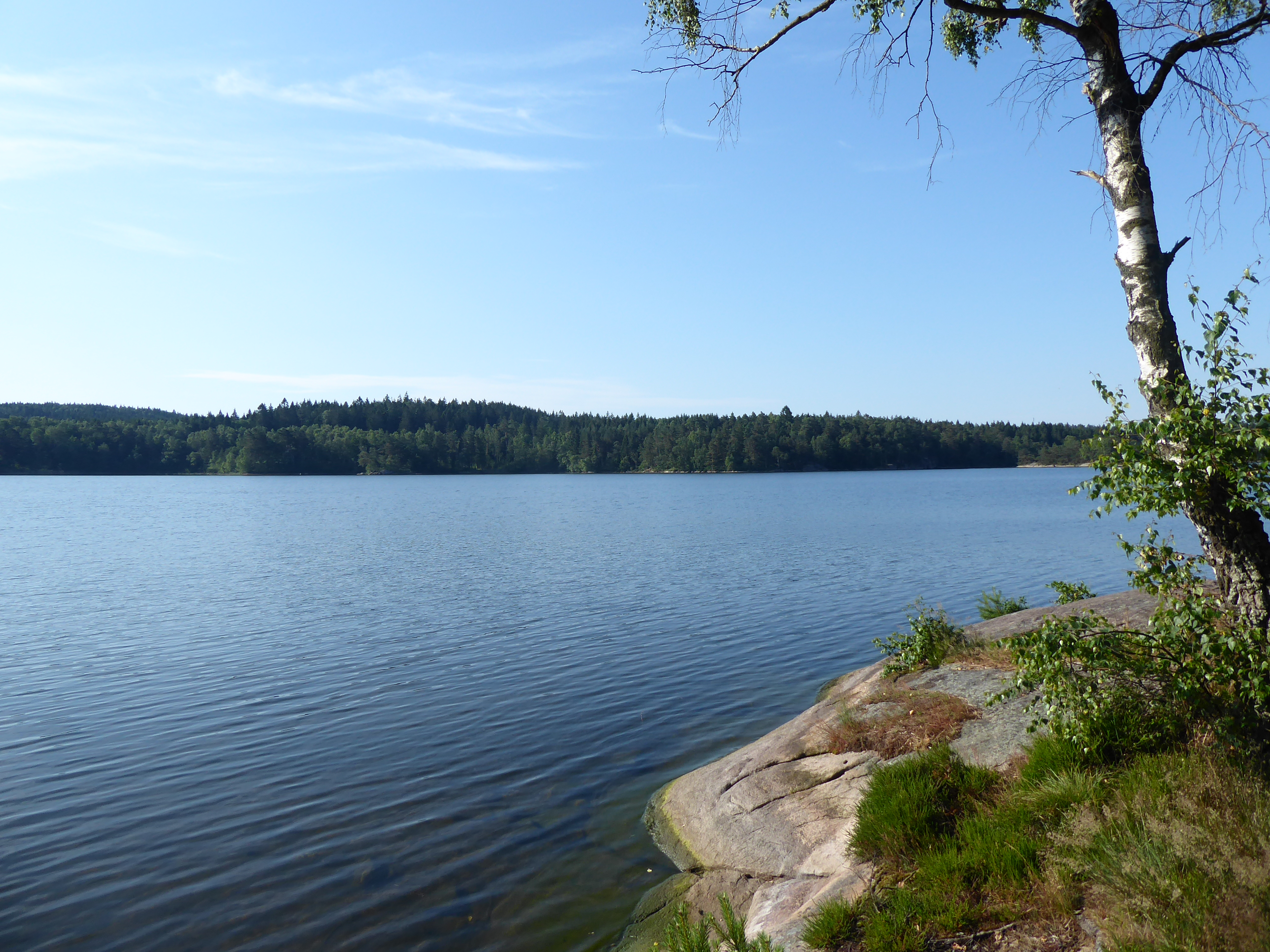
Lilla Delsjön från N stranden den 27 juni 2020.
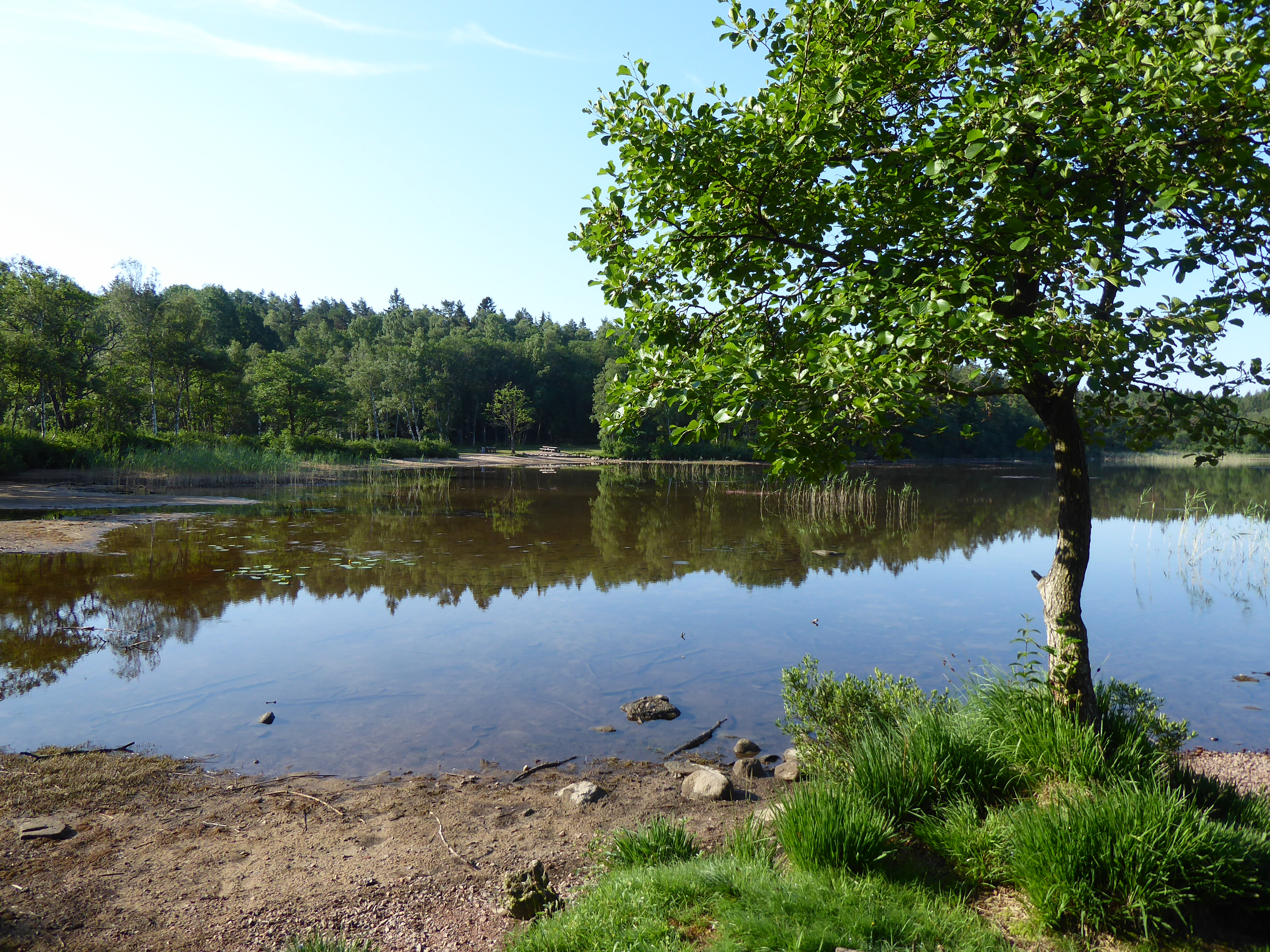
Lilla Delsjöns E ände den 27 juni 2020.
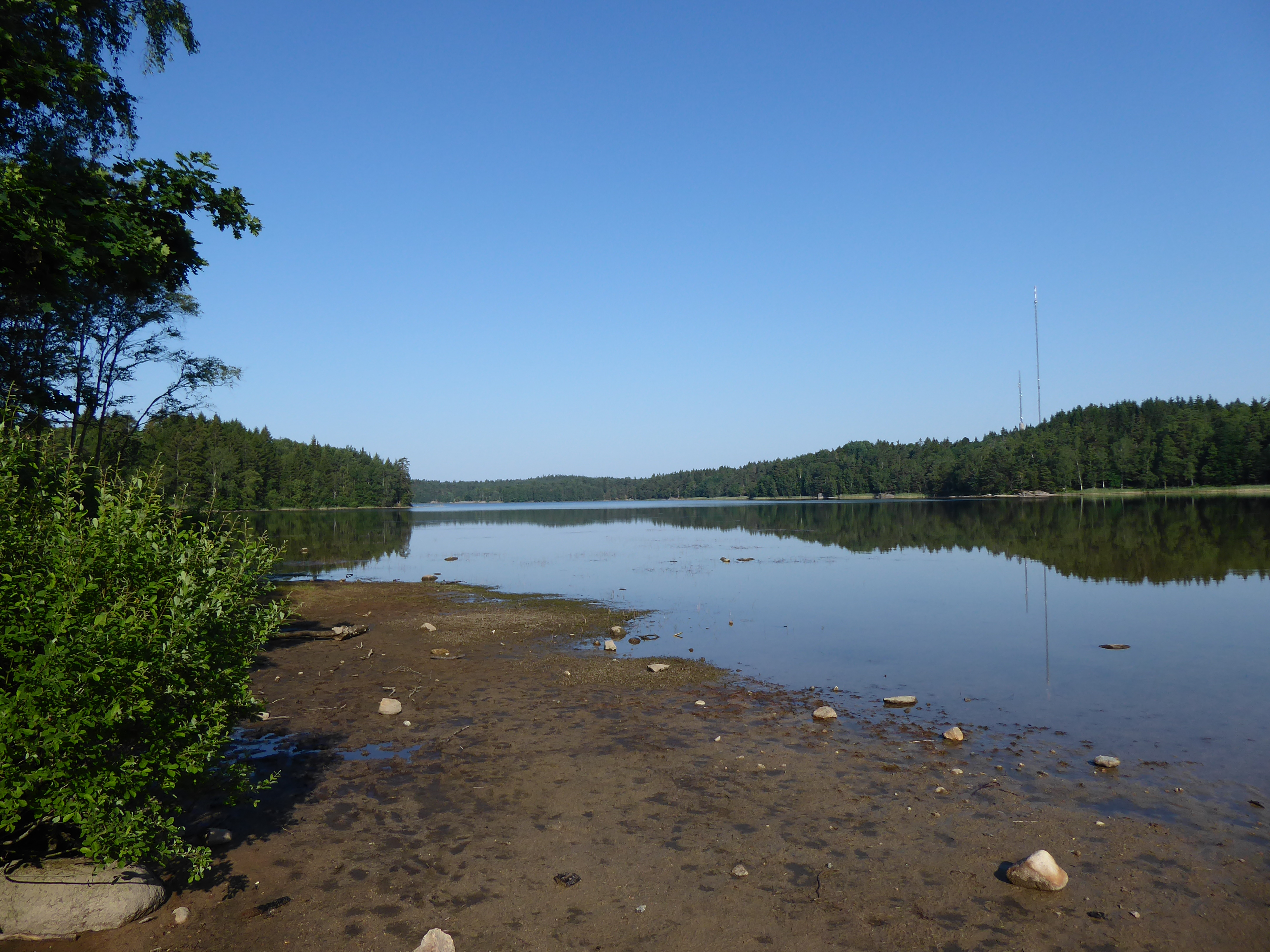
Lilla Delsjön från SE den 27 juni 2020.
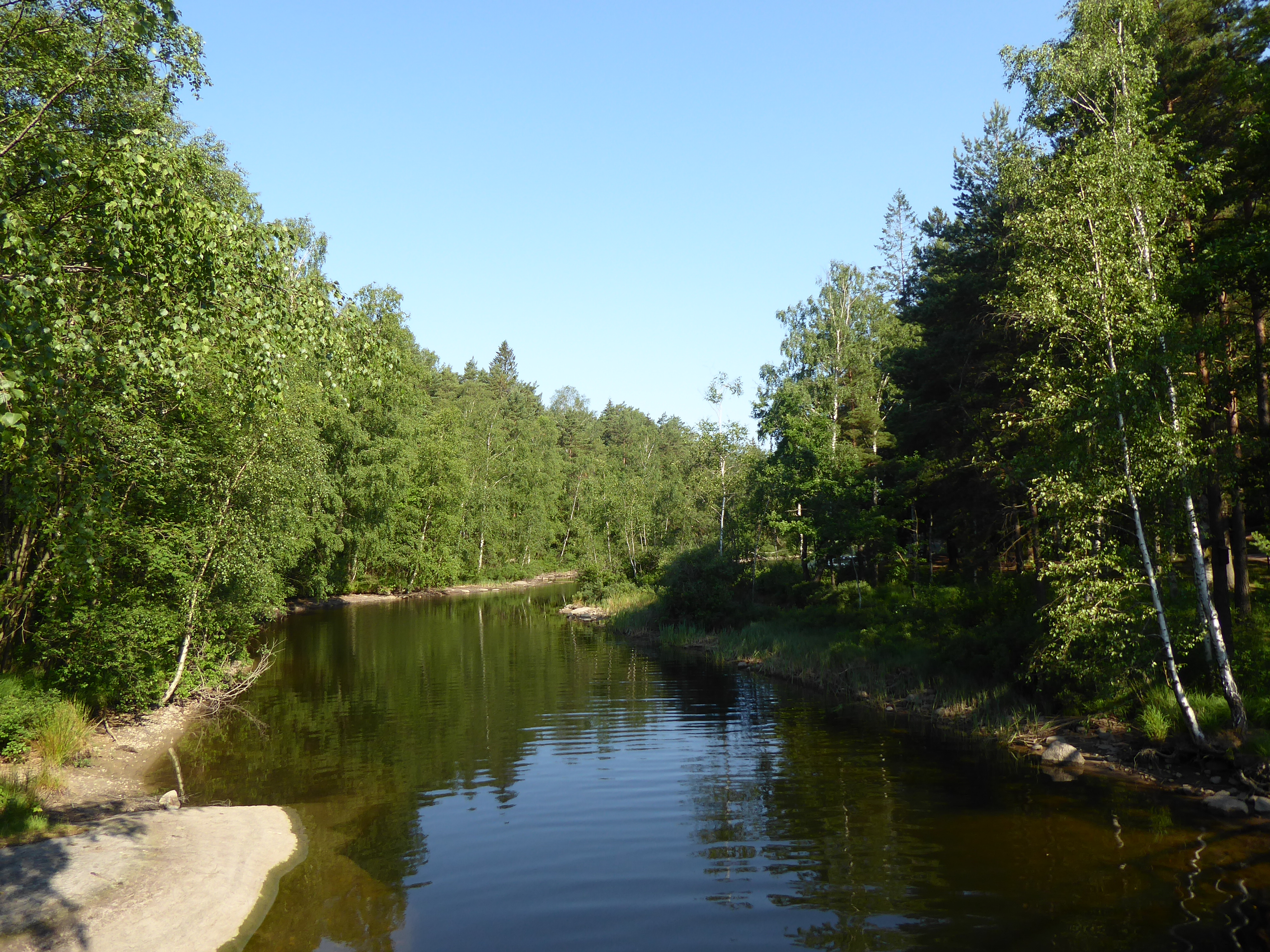
Förbindelsen mellan Lilla och Stora Delsjön, riktning NW, den 27 juni 2020.